# Saxifraga drabiformis
Saxifraga drabiformis là một loài thực vật có hoa trong họ Saxifragaceae. Loài này được Franch. miêu tả khoa học đầu tiên năm 1890.